# Roxy storband
Roxy storband är ett storband från Piteå med anor.
Roxy grundades 1943. Namnet Roxy kommer från en av två under 1940-talet mycket populära ett-öreskolor. Den ena hette Roxy, den andra Dixie. Det senare namnet, kunde man ju tycka, vore ett lämpligare namn på en orkester, men då skulle ju orkestern bindas till en viss stilart inom jazzen, så det fick allt bli den andra kolan, Roxy. En del av anorna från 1940-talet härstammar i rakt nedstigande led från det lilla brukssamhället strax söder om Piteå, Munksund. Detta samhälle, då som nu kraftigt färgat av inslagen från den epokens arbetarkultur präglad av revolutionär- och nydanaranda, hade en musikkår, Munksunds Musikkår, ur vilken Roxy Storband bildades.
Några av de musiker som var med från starten spelade med bandet en god bit in i 1990-talet, bland annat Birger Norberg och Holger Wikström, men Åke Jönsson behöver ett eget kapitel när Roxys historia ska berättas. Åke kom till Piteå i början av 1960-talet och blev en av pitebygdens riktigt stora musiker. Han hade då spelat med många storheter i jazz-Sverige. När han gick med i bandet i början av 1980-talet innebar det att en ny era inleddes. 
De musikaliska stilarna i orkestern avlöst varandra i takt med tiden och de yttre influenserna. Den musikaliska epok som Roxy har sitt ursprung i tillhörde storbanden. En epok som dominerats av orkestrar framför allt från USA, som Glenn Miller, Artie Shaw, Count Basie, Benny Goodman, och Duke Ellington. En del av dessa amerikanska orkestrar lever kvar än i dag, om än med andra musiker och ledare. Men det fanns även fina svenska orkestrar som till exempel Harry Arnolds, Lulle Ellbojs, Parisorkestern och 1950-talets olika årsuppsättningar av Elitorkestern, för att nämna några. Den musikaliska stilen för de flesta av dessa orkestrar var dansvänlig musik som influerat dagens Roxy Storband.